# Gunnar Andersson (flygare)

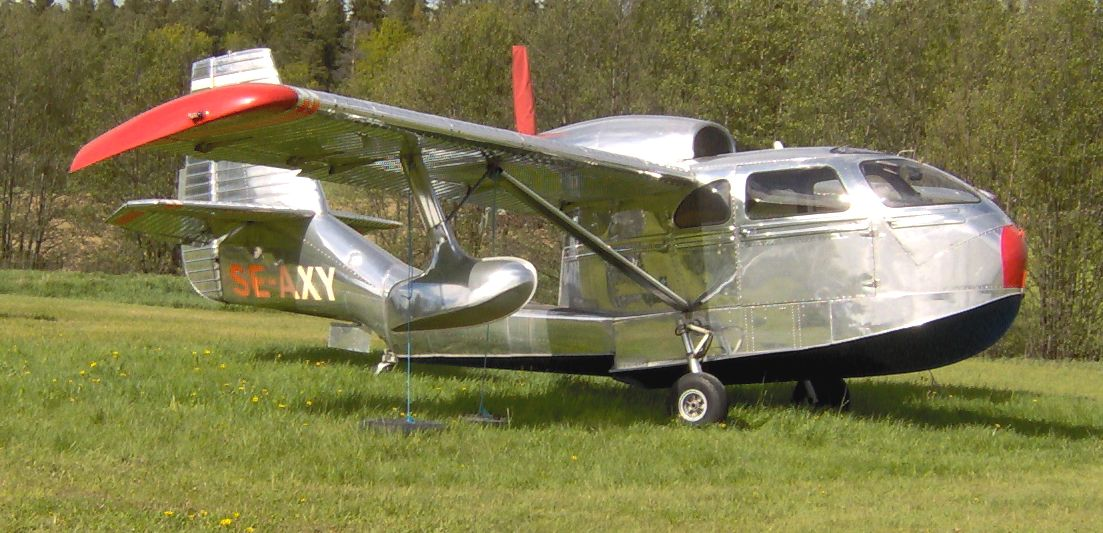
Amfibieflygplanet Republic RC-3 Seabee 1947.

Gunnar "Spökis" Andersson, född 1 augusti 1923 i Mörsil, död 19 december 1974 nära Ånge i en flygolycka, var en pionjär inom svenskt fjällflyg.

## Biografi
Gunnar Andersson tjänstgjorde under andra världskriget vid F 4 Frösön och i Boden som mekaniker i flygambulanstjänst. Enligt myten hjälpte han dessutom norska motståndsrörelsen att flyga in förnödenheter, och det var förmodligen då han fick sitt namn "Spökis", efter de många rykten om "spökflygare" (flög i normalt omöjlig flygväderlek) som fanns i omlopp bland fjällbefolkningen.[källa behövs]
Han anses vara en pionjär inom svenskt fjällflyg, och en ledande aktör i dess utveckling. Spökis arbetade som trafikflygare från 1946, men fortsatte även med flygräddning – ambulansflyg. Han grundade år 1954 företaget Jämtlands Aero AB, senare namnändrat till Jämtlands Flyg AB. F 4 Frösön upphörde med sin ambulansflyg 1 juli 1958. 
År 1949 gjorde han sin första soloräddning, då en kvinna låg dödssjuk och ambulansflygplanet inte kunde ta sig fram i rådande dimma. Lappmarksdoktorn Einar Wallquist ringde då Spökis, som ställde upp, och efter en våghalsig flygning räddades kvinnan. 
Spökis var en levande legend, vid den tidpunkt han omkom i en helikopterolycka 1974.
Han hade då avverkat 13 450 flygtimmar. Två år senare omkom även sonen Kent Andersson i en helikopterolycka. 
Han fick flera förtjänstmedaljer under åren lopp, bland annat Aftonbladets flygbragdmedalj år 1968. 
På Jämtlands flyg- och lottamuseum i Optand utanför Östersund finns bland annat hans ofta använda sjöflygplan Seabee i modell. Det kvarter som idag inrymmer ambulanshelikopterverksamheten för Region Jämtland Härjedalen i Östersund heter "Spökis", döpt till hans ära.

## Filmografi
- 1961 – Fjällflygare (TV-film)
- 1973 – Fritidsland